# Obconicum
Obconicum is een geslacht van schimmels uit de orde Helotiales. De familie is nog niet eenduidig bepaald (Incertae sedis). 

## Soorten
Volgens Index Fungorum telt het geslacht twee soorten (peildatum februari 2022):
| Soortnaam              | Auteur(s) | Publicatiejaar |
| ---------------------- | --------- | -------------- |
| Obconicum chaerophylli | Velen.    | 1939           |
| Obconicum conicola     | Velen.    | 1939           |